# Станіслав Влчек
Станіслав Влчек (чеськ. Stanislav Vlček, * 26 лютого 1976, Влашим) — чеський футболіст, нападник клубу «Славія» та, в минулому, національної збірної Чехії.
Володар Кубка Бельгії. 

## Клубна кар'єра
Вихованець юнацької команди празького клубу «Богеміанс 1905».
У дорослому футболі дебютував 1993 року виступами за головну команду цього ж клубу, в якій провів три сезони, взявши участь у 58 матчах чемпіонату. 
Протягом 1996—1997 років захищав кольори команди клубу «Динамо» (Чеські Будейовиці).
Своєю грою за останню команду привернув увагу представників тренерського штабу клубу Сігма (Оломоуць), до складу якого приєднався 1997 року. Відіграв за команду з Оломоуця наступні сім сезонів своєї ігрової кар'єри. Більшість часу, проведеного у складі «Сігми», був основним гравцем команди.
Частину 2004 року провів у Росії, де захищав кольори московського «Динамо».
Того ж 2004 року повернувся до Чехії, уклавши контракт з празькою «Славією», у складі якого провів наступні три роки своєї кар'єри гравця. Граючи у складі «Славії» також здебільшого виходив на поле в основному складі команди. У складі «Славії» був одним з головних бомбардирів команди, маючи середню результативність на рівні 0,39 голу за гру першості.
Протягом 2008—2009 років виступав у Бельгії, де захищав кольори команди клубу «Андерлехт».
До складу празької «Славії» повернувся 2009 року.

## Виступи за збірні
1993 року дебютував у складі юнацької збірної Чехії, взяв участь у 2 іграх на юнацькому рівні.
Протягом 1996–1997 років  залучався до складу молодіжної збірної Чехії. На молодіжному рівні зіграв у 7 офіційних матчах, забив 1 гол.
2000 року дебютував в офіційних матчах у складі національної збірної Чехії. Провів у формі головної команди країни 14 матчів. У складі збірної був учасником чемпіонату Європи 2008 року в Австрії та Швейцарії.

## Титули і досягнення
- Володар Кубка Бельгії (1):

«Андерлехт»:  2007–08